# Bésingrand
Bésingrand é uma comuna francesa na região administrativa da Nova Aquitânia, no departamento dos Pirenéus Atlânticos. Estende-se por uma área de 2,29 km². Em 2010 a comuna tinha 145 habitantes (densidade: 63,3 hab./km²).